# 杜比·艾達韋列特
杜比亞斯·艾伯丁·毛里茨·艾達韋列特（荷蘭語：Tobias Albertine Maurits Alderweireld；1989年3月2日—），簡稱杜比·艾達韋列特（荷蘭語：Toby Alderweireld，發音：[ˈtoːbi ˈɑldərβ̞ɛːrəlt]），生於安特衛普，是一位比利時職業足球員，司職中堅，亦能夠串演右後衛，目前效力比甲球會皇家安特衛普。

## 球會生涯

### 阿積士

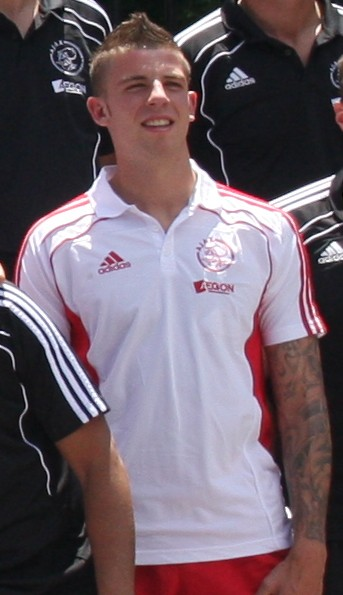
艾達韋列特於阿積士展開職業生涯。

杜比·艾達韋列特出身於比利時安特衞普，兒時一直在家鄉球隊熱米納爾比斯查受訓，至2004年8月受到荷蘭傳統班霸阿積士賞識而轉投其青年軍。2007年2月22日，艾達韋列特在十八歲生日前夕獲球會提供人生第一份職業球員合約，為期直到2010年6月30日。
2008/09
2008/09球季開始，艾達韋列特獲教練雲巴士頓提昇上球會一隊，但要直到2009年1月18日才首次亮相荷甲聯賽，助球隊4-2力挫NEC奈梅亨。同年2月26日，他又在最後一屈歐洲足協盃的三十二強次回合迎來個人歐洲賽事處子戰，助阿積士主場與佛罗伦萨1-1打成平手後順利晉級。艾達韋列特在隨後的十六強賽事裡兩回合俱有出場，但阿積士經加時後以總比分3-4不敵法國球隊馬賽而遭到淘汰。雖然艾達韋列特於這季尾段的上陣機會寥寥，但仍得到會方主動延長合約至2014年。
2009/10
經過短暫的開季階段，艾達韋列特很快便發現自己已然躍升為球隊的常規正選11人之一。這很大程度上歸因於前隊長兼比利時同鄉的離隊他投阿仙奴後，阿積士並未有作出相應的球員收購補充，因此艾達韋列特頓時成為隊中伙拍維頓漢（另一比利時人）鎮守後防中路的最佳人選。剛剛上任的教練馬田·祖爾立即對麾下兩名比利時守衛季初的良好狀態大加讚賞和信任。2009年9月4日，在三球大勝荷華高斯的比賽裡，艾達韋列特接應由蘇亞雷斯開出的角球頭搥破門先開紀錄，這同時是他個人首個聯賽入球。2010年1月27日，艾達韋列特另一次的罕有入球助阿積士在荷蘭盃八強戰臨完場前及時扳成平手，球隊不但在加時階段氣走奈梅亨，最後更一路過關斬將成為荷蘭盃冠軍。
當季完結時阿積士在荷甲以一分之微屈居亞軍，艾達韋列特總共在聯賽披甲31場入2球，於首屆歐霸盃亦上陣8次助球隊晉身三十二強，表現穩定，故被會方球迷選為該年度「阿積士最佳年青球員」（Ajax Talent of the Year）。
2010/11
阿積士事隔五年（05/06球季）終於重返歐聯正賽，杜比·艾達韋列特因而也在本季嘗試到這項歐洲頂尖大賽的滋味。艾達韋列特在分組首五輪比賽裡面參與了四次正選但卻無一得勝，其中包括在主客場分別敗予皇家馬德里0-4以及0-2；是故首五輪比賽結束後，阿積士已經宣佈無緣晉級十六強，連教練祖爾也宣佈在這困難時刻離職。不過，猶幸艾達韋列特在分組最後一輪作客聖西路球場的第66分鐘，於距離禁區25碼位置，攻入一記美妙的遠射，奠定了球隊2-0擊敗AC米蘭的勝局。使阿積士仍然能夠憑小組第三名的身份轉戰歐霸盃的三十二強淘汰賽階段。之後回到主場，面對競爭對手飛燕諾，他再射入距離更遠的32碼遠射，協助球隊兩球淨贏對手。
2011/12
在11-12年賽季，艾達韋列特作為球員的技術及能力，在各方面都有了飛躍性進步。他與比利時同胞維頓漢合作的效率也更上一層樓，無論在阿積士還是比利時國家隊中，兩人鎮守後防時總是默契十足。此外，艾達韋列特在進攻上亦顯露出更多威脅，包括在荷甲第二周比賽中，在對海倫芬期間就取得了精采的入球。
2012年8月15日，該屆荷蘭超級盃由阿積士對陣PSV燕豪芬，艾達韋列特在比賽上半場快結束前入球，為球隊追成1-2的較接近比數，但阿積士最終仍以2:4落敗，這是他連續第三屆代表球隊參與荷蘭超級盃，可惜三次都是屈居亞軍。
2012/13
接著12-13賽季，對艾達韋列特而言無疑是更成功的輝煌時刻，不單連續三年參與最頂級的歐冠賽事，同時也是連續第三年為阿積士奪得本土荷甲錦標，在這三屆聯賽過程中，艾達韋列特都是球隊的正選中堅，扮演著重要的角色。
艾達韋列特在這季共打入3球，包括兩個聯賽入球，分別在茲沃勒以及川迪身上取得。其餘1球，則是歐霸盃32強首回合賽程，於主場迎戰布加勒斯特星時射入。
事實上，阿積士在當季歐冠被抽入「死亡之組」，對手包括其他三大主流聯賽冠軍曼城、皇家馬德里及賽事最終亞軍多蒙特，結果球隊經過六場分組比賽便被淘汰，轉為競逐歐霸盃，但也就在32強第二回合中，球隊作客布加勒斯特星隊遭到逼和，經過加時後，於互射12碼中以2:4不敵對手。
隨後，由於艾達韋列特在阿積士的合約只剩下最後一年，經考慮後他立志轉戰外闖，不再與阿積士球會續約，因此在整個季尾階段，他陸續收到多家海外球隊邀請，云云轉會目的地之中，呼聲最高的包括利物浦、利華古遜、拿玻里以至诺里奇城。

### 馬德里競技
在2013年8月31日，艾達韋列特趕及於夏季轉會窗關閉前夕，以616萬英鎊（700萬歐元）的身價，正式轉會至西甲球隊馬德里競技，雙方簽約為期4年。

### 南安普頓
他在2014年9月1日外借至英超俱樂部南安普頓，為期一個球季。

### 熱刺
2015年7月8日，艾達韋列特加盟熱刺，簽約為期5年。
2019年12月20日，阿尔德韦雷尔德签署了一份续约合約至2023年。

### 艾杜哈尼
2021年7月27日，熱刺宣布阿尔德韦雷尔德加盟卡塔爾星級足球聯賽球會艾杜哈尼。

### 皇家安特衛普
2022年7月15日，阿尔德韦雷尔德与比利时甲级联赛俱乐部皇家安特卫普签约三年。2023年4月30日，阿尔德韦雷尔德随安特卫普夺得比利时杯冠军。一个多月后的6月4日，阿尔德韦雷尔德在最后一个比赛日的第94分钟攻入一球，最终以2-2战平根克，为皇家安特卫普赢得了66年来的首个联赛冠军。

## 國家隊生涯
杜比·艾達韋列特人生首次代表國家隊是在2005年10月的一場U17級別的比賽，隨後亦有份參與2006年於盧森堡舉行的歐洲U-17錦標賽。在2008/09球季完結之後，艾達韋列特獲得首次成年國家隊的徵召，並在及後對捷克的一次友誼賽中處子上陣。2018年世界杯季軍戰中英格蘭中場艾歷·迪亞來到比利時門前，繞過門將把球踢向門內，但杜比·艾達韋快速回到球門補防，以鏟球方式將球擊出底線，成功阻止英格蘭追平比分，最終讓比利時以2:0贏得季軍。
2020年9月8日，阿爾德韋雷爾德在歐洲國家聯賽對陣冰島的比賽達成第100次國家隊亮相，是繼、後第四位。

## 生涯統計
更新至2010年10月2日
| 效力球會 | 球季    | 聯賽 | 聯賽 | 盃賽 | 盃賽 | 歐洲賽 | 歐洲賽 | 總計 | 總計 |
| 效力球會 | 球季    | 出場 | 入球 | 出場 | 入球 | 出場   | 入球   | 出場 | 入球 |
| -------- | ------- | ---- | ---- | ---- | ---- | ------ | ------ | ---- | ---- |
| 阿積士   | 2008–09 | 5    | 0    | 0    | 0    | 3      | 0      | 8    | 0    |
| 阿積士   | 2009–10 | 31   | 2    | 6    | 1    | 8      | 0      | 45   | 3    |
| 阿積士   | 2010–11 | 8    | 0    | 0    | 0    | 5      | 0      | 13   | 0    |
| 總計     | 總計    | 44   | 2    | 6    | 1    | 16     | 0      | 66   | 3    |

## 榮譽

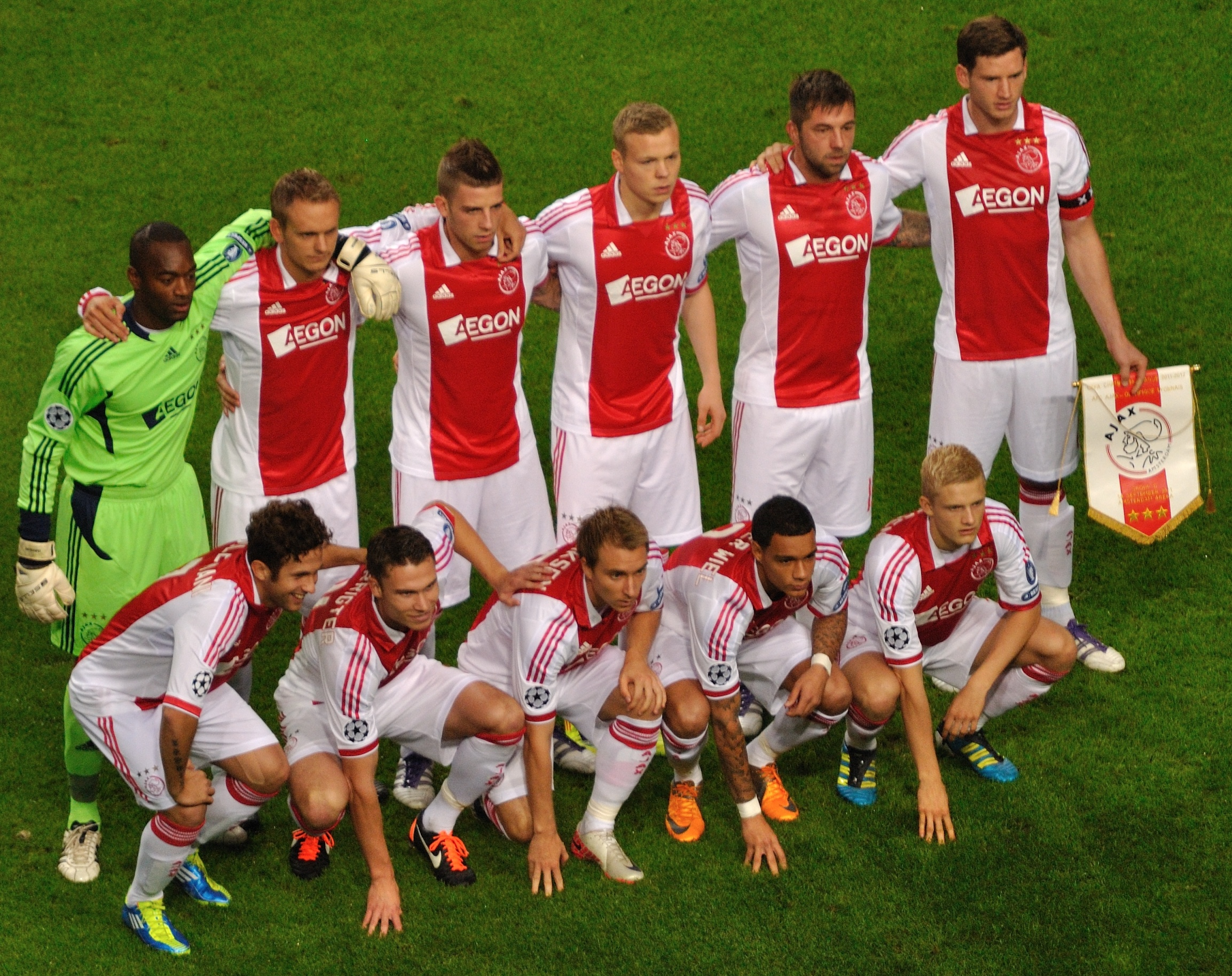
艾達韋列特（上排，左三位置）與阿積士隊友。

### 球會
阿賈克斯
- 荷甲 冠軍(3次)：2010–11、2011–12、2012–13
- 荷蘭盃 冠軍：2009–10
- 告魯夫盾 冠軍：2013

 馬德里競技
- 西甲 冠軍：2013–14
- 西班牙超級盃 冠軍：2014
- 歐洲聯賽冠軍盃 亞軍：2013–14

 熱刺
- 歐洲冠軍聯賽 亞軍：2018–19

 艾杜哈尼
- 卡塔爾酋長盃 冠軍：2022

 安特衛普
- 比利時盃冠軍：2022-23[24]
- 比利時甲組聯賽A冠軍：2022-23

### 國家隊
比利時
- 國際足總世界盃季軍：2018年

### 個人
- 阿積士年度最佳年青球員 (1次): 2010
- 熱刺年度最佳球員：2015－2016賽季

## 外部連結
- Toby Alderweireld （页面存档备份，存于） at tottenhamhotspur.com
- 足球数据库：杜比·艾達韋列特的球员统计数据
- Soccerway資料庫：杜比·艾達韋列特